# Berijev Be-4
Berijev Be-4 (původní označení KOR-2) byl průzkumný létající člun používaný na sovětských válečných lodích během druhé světové války.

## Vývoj
V roce 1939 dostal sovětský konstruktér Georgij Michajlovič Berijev úkol vyvinout nástupce letounu KOR-1 (Be-2), který by překonal četné problémy při provozu tohoto typu. Nový letoun s označením KOR-2 poprvé vzlétl 21. října 1940 v Taganrogu.
Be-4 byl vzpěrový hornoplošník s křídlem lehce do tvaru W. Hvězdicový motor byl uložen v gondole nad trupem.
Zkoušky pokračovaly až do ledna 1941, kdy byla zadána sériová výroba pod označením Be-4, v továrně nedaleko Moskvy. Kvůli německému útoku na SSSR byly dokončeny pouze dva stroje. Továrna byla demontována a evakuována do Omsku, pak do Krasnojarsku, kde byla výroba obnovena v květnu 1943 a pokračovala do konce roku 1945. Celkem bylo vyrobeno 47 letounů.

## Služba
Be-4 byl nasazen do operační služby u sovětského černomořského loďstva od roku 1942. Byl používán pro pobřežní průzkum, protiponorkové a transportní účely. Byl také používán na křižnících Maxim Gorkij a Kirov (třída Kirov).

## Specifikace

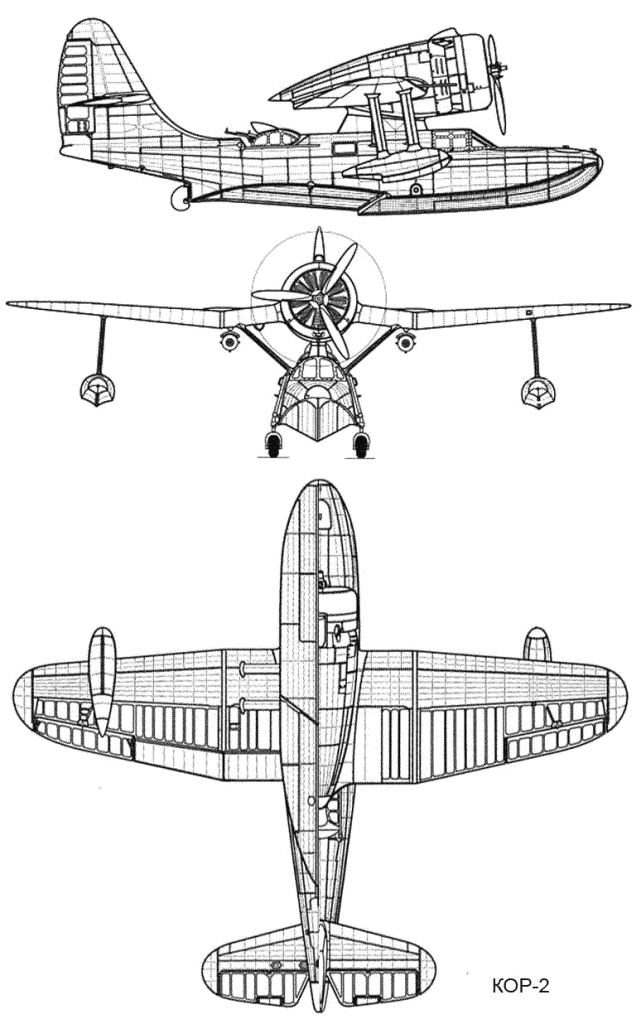
Berijev Be-4

### Technické údaje
- Osádka: 3
- Délka: 10,50 m
- Výška: 4,05 m
- Rozpětí křídel: 12,00 m
- Nosná plocha: 25,5 m²
- Vlastní hmotnost: 2 082 kg
- Vzletová hmotnost: 2 760 kg
- Pohonná jednotka:  1 × hvězdicový motor Švecov AŠ-62 o výkonu 746 kW (1 000 hp)

### Výkony
- Maximální rychlost: 356 km/h
- Dostup: 8 100 m
- Dolet: 1 150 km

### Výzbroj
- 2 × kulomet ŠKAS ráže 7,62 mm
- možnost nést 400 kg pum nebo hlubinných pum